# 27 Victoria Road (Lenzie)
Unter der Adresse 27 Victoria Road in der schottischen Stadt Lenzie in East Dunbartonshire befindet sich eine Villa. 1977 wurde das Gebäude in die schottischen Denkmallisten in der höchsten Kategorie A aufgenommen.

## Beschreibung
Bei der Villa handelt es sich um ein spätes Bauwerk des bekannten Architekten Alexander Thomson. Sie entstand in den 1870er, wahrscheinlich den frühen 1870er Jahren, könnte jedoch auch aus den Jahren nach Thomson Tod im Jahre 1875 stammen. Das Gebäude weist typische Merkmale von Thomsons Architektur auf, der in seine Entwürfe starke mediterrane, insbesondere griechische Motive einfließen ließ. Die Villa befindet sich im Südwesten Lenzies an der Kreuzung zwischen Victoria Road und Glenhead Road. Das zweistöckige Gebäude besteht aus bernsteinfarbenen Quadersteinen. Es schließt mit einem schiefergedeckten Pyramidendach mit Laterne ab. Der Kamin weist griechische Motive auf. Der nach Westen weisende Eingangsbereich ist mit ägyptischen Säulen gestaltet. Im Obergeschoss sind drei Zwillingsfenster verbaut. Die Torpfeiler an der Einfahrt weisen einen quadratischen Grundriss auf und sind mit Blendpfeilern verziert. Mit Warwick Croft befindet sich eine weitere denkmalgeschützte Villa Thomsons nur wenige hundert Meter entfernt.